# Dunhuangia cuii
Dunhuangia cuii (Дунхуангія куї) — вид викопних енанціорносових птахів, що мешкав в крейдяному періоді (125,5 млн років тому). Викопні рештки знайшли у пластах формації Сягу (Xiagou) поблизу селища Чангма у провінції Ґаньсу на північному заході Китаю в 2015 році.
Голотип під номером GSGM-05-CM-030, являє собою неповний кістяк (частково збережений скелет плечового пояса, грудини і верхні кінцівки).

## Етимологія
Рід Dunhuangia названий на честь міста Дуньхуан, яке розташоване на Великому Шовковому Шляху і відоме своєю пам'яткою світової спадщини печери Моґао. Вид названий на честь пана Кі Гуїха, дослідника, що відкрив кілька викопних птахів у басейні Чангма.